# Різдво на Ганімеді
«Різдво на Ганімеді» (англ. Christmas on Ganymede) — науково-фантастичне оповідання американського письменника Айзека Азімова, вперше опубліковане у січні 1942 року журналом Astonishing Stories. Увійшло до збірки «Ранній Азімов» (1972).

## Сюжет
Люди на Ганімеді зіткнулися з кризою, викликаною Олафом Джонсоном, який в передчутті Різдва, розповів корінним жителям «оссі» (які схожі на страусів) про Санта-Клауса.
Тепер «оссі» відмовляються працювати допоки Санта-Клаус не відвідає їхні домівки через димар і не принесе їм подарунки. Це загрожує корпорації, що експлуатує родовища Ганімеда, позбавленням ліцензції, через невиконання річного плану.
Керівник поселення Скотт Пелхем назначає Олафа зіграти роль Санти і наказує своїм людям влаштувати його візит до домівки «оссі». Люди будують літаючі сани за допомогою антигравітаційних генераторів та балонів з стиснутим повітрям і впрягають в них вісім місцевих тварин «шипоспинів» приспаних алкоголем. Джонсону, одягненому в костюм Санти поверх скафандра, вдається з третього разу посадити сани з неслухняними «шипоспинами» на дах курятника «оссі», і боляче впавши через діру в стелі, він перед натовпом «оссі» розкладає ялинкові кульки в їхні шкарпетки.
«Оссі» захоплені чудовими подарунками, які вони вважають «яйцями Санти», обіцяють повернутись до роботи, якщо Санта приходитиме до них кожен рік. Пелхем одразу обіцяє це. І тільки потім йому пояснюють, що під роком «оссі» мали на увазі один оборот Ганімеда навкого Юпітера, який триває трохи більше семи земних днів.